# 前142年
| 千纪： | 前1千纪 |
| 世纪： | 前3世纪 \| 前2世纪 \| 前1世纪                                                                                         |
| 年代： | 前170年代 \| 前160年代 \| 前150年代 \| 前140年代 \| 前130年代 \| 前120年代 \| 前110年代                               |
| 年份： | 前147年 \| 前146年 \| 前145年 \| 前144年 \| 前143年 \| 前142年 \| 前141年 \| 前140年 \| 前139年 \| 前138年 \| 前137年 |
| 纪年： | 西汉汉景帝后元二年 |

## 大事记
- 匈奴袭汉雁门，太守冯敬战死。
- 第一座石桥出現在台伯河上。
- 狄奧多特·特里豐奪得塞琉古帝国王位。

## 出生
- 托勒密九世，埃及托勒密王朝国王

## 逝世
- 雁門郡太守馮敬，與匈奴作戰陣亡